# تعلم الآلة (مجلة أكاديمية)
تعلُّم الآلـة (بالإنجليزية: Machine Learning)‏ هي مجلة علمية محكمة، باللغة الإنجليزية نُشِرَت لأول مرَّة منذ عام 1986.

## مشاكل
في عام 2001، استقال 40 محررًا وعضوًا في هيئة تحرير المجلة من أجل دعم مجلة أبحاث التعلم الآلي [الإنجليزية] (JMLR)، مُصَرِّحين «إنَّهُ في عصر الإنترنت، كان من المضر للباحثين الاستمرار في نشر أبحاثهم بتكلفة باهظة». وبدلًا من ذلك، كتبوا أنَّهُم أيدوا نموذج مجلة أبحاث التعلم الآلي [الإنجليزية]، وقد احتفظَ المؤلفون بحقوق النشر لأوراقهم وأرشيفاتهم المتاحة مجانًا على الإنترنت.